# عسر القراءة السطحي
عسر القراءة السطحي هو نوع من عسر القراءة (عسر القراءة المكتسب) وهو اضطراب في القراءة.
وفقًا للدراسة التي أجراها مارشال ونيوكومب (1973) ومكارثي ووارينجتون (1990)، فإن المرضى الذين يعانون من هذا النوع من الاضطراب لا يستطيعون التعرف على الكلمة ككل بسبب وجود أضرار في الجهة اليسرى من الفص الجداري أو الفص الصدغي. وهذا يعني أنهم سيرتكبون أخطاء عندما لا تبدو الكلمة من شكلها - حروفها - متفقة مع قواعد النطق. لكن لا توجد لدى هؤلاء المرضى أي صعوبة في فهم معنى الكلمة؛ لذا فهم يستطيعون فهم معنى الكلمة لكن لا ينطقونها بشكل صحيح.
وبهذا فإن المرضى يمكنهم قراءة الكلمات بحروف هجائها العادية وينطقونها وفق قواعد النطق مثل الكلمات الإنجليزية "table, tape, taste". كما أنهم يستطيعون معرفة ما يُنطق ولا يعتبر كلمات مثل (في الإنجليزية) "glab, trisk, chint". لكنهم سيقرأون هذه الكلمات التي هجاؤها غير صحيح بطريقة خاطئة، على سبيل المثال: بدلا من قراءة الكلمات "sew, pint, yacht" سيقرؤونها "sue, pinnt, yatchet".